# 프릭스 (1932년 영화)
프릭스(Freaks)는 1932년 공개된 미국의 공포 영화이다.
비평가들의 반발을 받았고 개봉 당시 흥행에 실패했지만, 프릭스는 1960년대에 특히 유럽에서 오랫동안 잊혀진 할리우드 고전으로 대중과 비평가들의 재평가를 받았고, 1962년 베니스 영화제에서 상영되었다.

## 줄거리
아름답고 교활한 곡예사 클레오파트라는 거액의 상속 재산이 있다는 것을 알고 난 후, 서커스단의 난쟁이 한스를 유혹한다. 이는 한스의 약혼녀이자 역시 난쟁이인 프리다를 매우 불쾌하게 만든다. 클레오파트라는 서커스단의 힘센 남자 헤라클레스와 공모하여 한스를 죽이고 그의 재산을 차지하려 한다. 한편, 서커스단원들 사이에서도 여러 로맨스가 피어난다. 수염 난 여인은 해골 인간과 사랑에 빠져 딸을 낳고, 샴쌍둥이 중 바이올렛은 말더듬이 서커스 광대 로스코와 결혼한 자신의 자매 데이지와는 별개로 서커스단 단장과 약혼한다.
클레오파트라에게 매료된 한스는 결국 그녀와 결혼한다. 결혼식에서 클레오파트라는 한스의 와인에 독을 타기 시작하지만, 술에 취해 한스 앞에서 헤라클레스에게 키스하며 자신의 불륜을 드러낸다. 이 사실을 모르는 다른 서커스 단원들은 클레오파트라를 ‘정상인’임에도 불구하고 동료로 받아들이며 환영 의식을 거행한다. 그들은 "우리는 그녀를 받아들인다, 우리 중 하나로"라고 노래하며 잔을 돌려 마신다. 그러나 클레오파트라는 이 의식을 조롱하며 곧 공포와 분노로 변한다. 헤라클레스가 농담으로 그들이 그녀를 자신들처럼 만들 계획이라고 하자, 그녀는 그들을 비웃고 와인을 얼굴에 뿌린 후 한스를 모욕하며 어린아이처럼 어깨에 들쳐 메고 행진한다. 모욕감을 느낀 한스는 클레오파트라의 사과를 거부하지만, 독으로 인해 병상에 눕게 된다. 그는 클레오파트라에게 "사과"하며 그녀가 주는 독약을 "받아들이는" 척하지만, 몰래 다른 단원들과 함께 클레오파트라와 헤라클레스에게 복수할 계획을 세운다.
영화의 절정에서 한스는 세 명의 단원과 함께 클레오파트라를 찾아간다. 그러나 폭풍우 속에서 한스의 서커스 마차가 뒤집히고, 클레오파트라는 숲으로 도망칠 기회를 얻는다. 동시에 헤라클레스는 계획을 알고 있는 바다사자 조련사 비너스를 죽이려 한다. 비너스의 남자친구인 광대 프로소가 헤라클레스를 막으려 하지만 거의 죽을 뻔하고, 다른 단원들이 개입하여 헤라클레스를 다치게 하고 프로소를 구한다. 다친 헤라클레스를 모두가 추격한다.
결국 단원들은 클레오파트라를 붙잡고, 시간이 흐른 후 그녀는 흉측한 모습의 '인간 오리'가 되어 서커스 관람객들에게 전시된다. 혀가 잘리고, 한쪽 눈이 파여 있으며, 손의 살은 녹아 오리발처럼 변형되었고, 다리는 잘려 나갔으며, 몸통은 타르를 바르고 깃털로 덮여 있다. 원래 버전에서는 단원들이 헤라클레스를 붙잡아 거세시킨 후 카스트라토 가수로 만들었다는 사실이 드러난다.
어떤 버전에서는 인간 오리 클레오파트라로 끝나지만, 다른 엔딩에서는 이제 상속 재산으로 저택에 살지만 여전히 수치스러워하는 한스를 프로소, 비너스, 프리다가 방문한다. 프리다는 한스에게 클레오파트라에게서 독약을 빼앗으려 했을 뿐이고, 그녀를 해치려던 것이 아니며 자책하지 말라고 말하며 여전히 그를 사랑한다고 말한다. 둘은 따뜻하게 포옹한다.

## 출연

### 주연
- 월리스 포드
- 라일라 하임스
- 올가 바클라노바

### 조연
- 로스코 에이츠
- 헨리 빅터
- 해리 얼스
- 데이지 얼스